# Karl Moritz Großmann

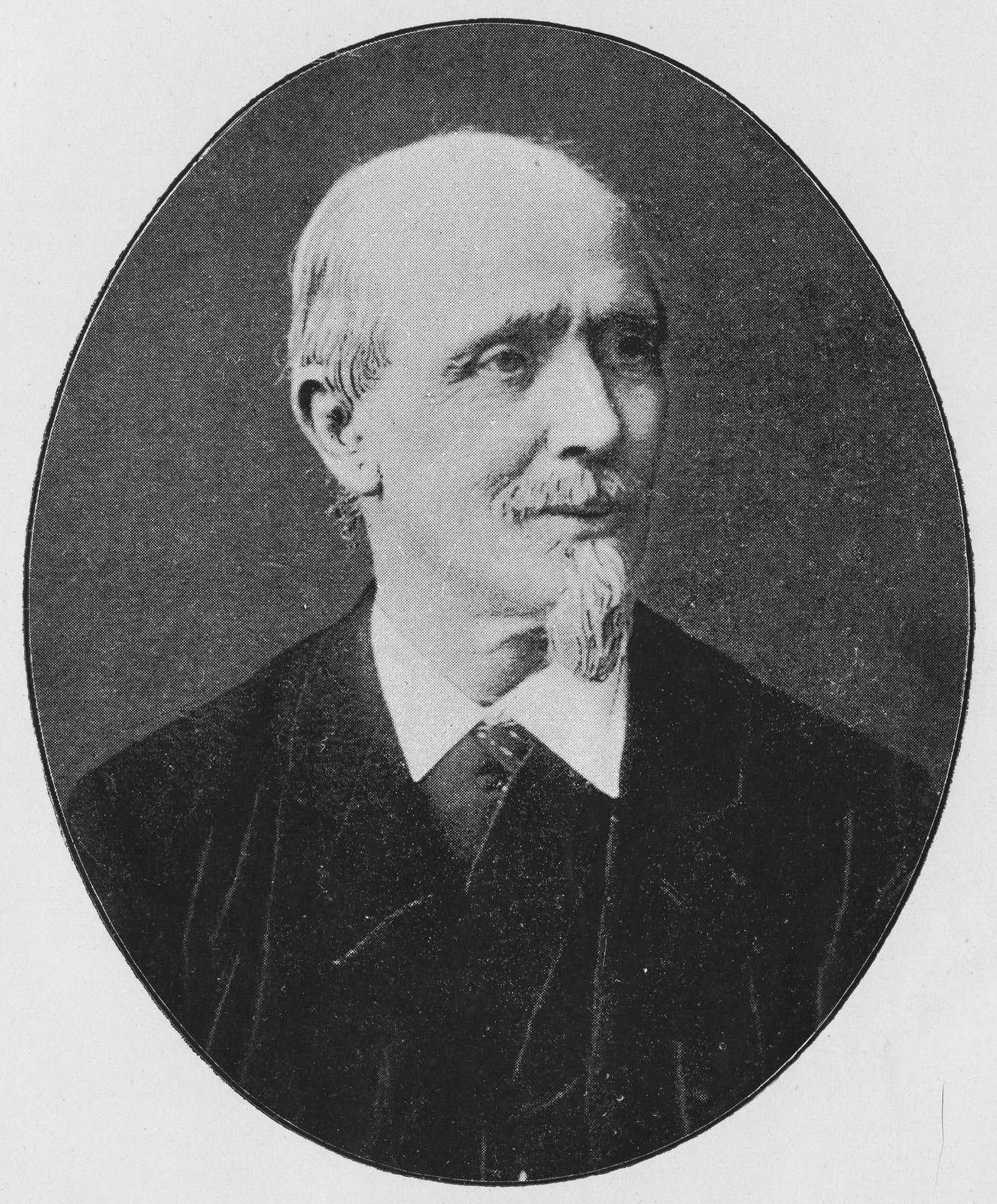
Karl Moritz Großmann

Karl Moritz Großmann (* 27. März 1826 in Dresden; † 23. Januar 1885 in Leipzig) war ein Uhrmacher und Uhrenfabrikant in Glashütte (Sachsen).

## Leben

### Ausbildung und Militärzeit
Karl Moritz Großmann war Sohn eines Briefsortierers, besuchte die Volksschule und wechselte später an eine Privatschule. Nach dem Abschluss dieser Ausbildung erhielt er ein zweijähriges Stipendium für den Besuch der Königlich Sächsischen Polytechnischen Schule in Dresden.
Mit 16 Jahren begann er eine fünfjährige Lehre von 1842 bis 1847 bei dem Dresdner Uhrmacher Friedrich Kumme. Schon als Lehrling hielt er Vorträge über Uhrmacherei. Im Jahre 1847 ging er als Uhrmacher auf die Wanderschaft. In Altona in der Nähe von Hamburg nahm er eine Stellung zunächst bei Jansen, später bei Chronometermacher Krille an.
1848 meldete er sich als Freiwilliger zum Deutschen Heer und wurde einem Corps unter der Leitung des bayerischen Majors von der Tann, späterer General, zugeordnet. Nach Beendigung der Erhebung Schleswig-Holsteins (Vertrag von Malmö) wollte er nach Amerika auswandern, kehrte aber zunächst zu seinen Eltern nach Glashütte zurück. Dort traf er Ferdinand Adolph Lange, der ihm zuredete, bei ihm eine Anstellung anzunehmen. Nach sieben Monaten im Dienste von Lange brach 1849 der Maiaufstand in Dresden aus und Großmann wurde wieder zum Heer eingezogen. Im Frühjahr 1850 nahm er eine Stelle beim Hofuhrmacher Biergans in München an. Im Oktober 1850 zog er weiter nach La Chaux-de-Fonds in die Schweiz, wo er als Visiteur arbeitete. Nach nur einem Monat musste Großmann diese Stellung wieder aufgeben und in die Heimat zurückkehren, da in Sachsen erneut mobilisiert wurde. Sein Militärdienst in der Reserve endete schließlich 1852, so dass er wieder in Glashütte arbeitete.
Im Herbst 1853 reiste er nach London, wo er ein Jahr blieb. Seine Rückreise führte ihn über Kopenhagen und Göteborg nach Stockholm, wo er ca. 4 Wochen verweilte. Nach seiner Rückkehr Ende 1854 heiratete er am 7. Januar 1855 in Glashütte und gründete seine Uhrenfabrik, die er bis zu seinem Tod leitete. Nach seinem Tod wurde die Fabrik liquidiert.

### Uhren- und sonstige Fabrikation
Großmann lebte und arbeitete in Glashütte im Gebäude Hauptstraße 44. Bei Großmann waren mehrere später ebenfalls bekannte Uhrmacher wie z. B. Ludwig Strasser oder Richard Gläser beschäftigt.
Neben Taschenuhren wurden bei Großmann Sekundenpendel-Uhren, Wächter-Kontrolluhren, Messwerkzeuge, Uhrmacherdrehbänke, Werkzeuge und Hemmungsmodelle mit verschiedenen Hemmungen (auch Minuten-Tourbillons mit Chronometerhemmung und Wippe) hergestellt. Großmanns Werkstatt erhielt in Glashütte besondere Bedeutung, da dort maßgebliche Dinge konstruiert wurden, deren Fertigung weniger von Großmann selbst, sondern häufig von anderen Glashütter Werkstätten übernommen wurde. Beispiele hierfür sind die Entwicklung des Messwerkzeugs Glashütter Feintaster oder die Glashütter Sekundenpendeluhr, eine Präzisionspendeluhr, die oft Uhrmachern als Referenzuhr zur Justierung von anderen Uhren diente.
Großmanns Taschenuhren unterscheiden sich im Grundaufbau nur unwesentlich von den Uhren anderer Firmen aus Glashütte. Im Gegensatz zu diesen verwendete Großmann häufig ein Ankerrad mit 16 Zähnen statt 15. Auffällig ist weiter, dass die Minutenradwelle genau so dünn ist wie die Wellen der anderen Zahnräder und nicht wesentlich dicker, wie es bei den anderen Glashütter Fabrikaten der Fall ist. Die meisten seiner Uhren sind auf der Werkplatte unter dem Zifferblatt gestempelt. Uhren mit Signatur auf der Dreiviertelplatine sind selten.
Man geht bei Großmann von etwa 8000 hergestellten Taschenuhren aus. Viele nach dem Tod von Karl-Moritz Großmann noch vorhandene Werke wurden von anderen Uhrmachern in Glashütte unter deren Namen vollendet, z. B. von Carl Jentsch. Großmanns Werkzeuge für die Herstellung des Glashütter Feintasters wurden von der Fa. Robert Mühle erworben und weiter verwendet. Das Wohn- und Geschäftshaus in der Glashütter Hauptstraße Nr. 44 wurde von Großmanns Witwe an das Unternehmen von Georg Reichel verkauft.
Moritz Grossmann engagierte sich auch sozial sehr vielseitig, gründete die Freiwillige Turnerfeuerwehr, den Glashütter Militärverein und setzte sich für die Eisenbahnverbindung ins Müglitztal ein. Nach dem Tod seiner ersten Frau heiratete er 1871 erneut. Aus dieser Ehe gingen drei Kinder hervor.
1876 wurde er Abgeordneter im königlich- sächsischen Landtag.

### Uhrmacherschule

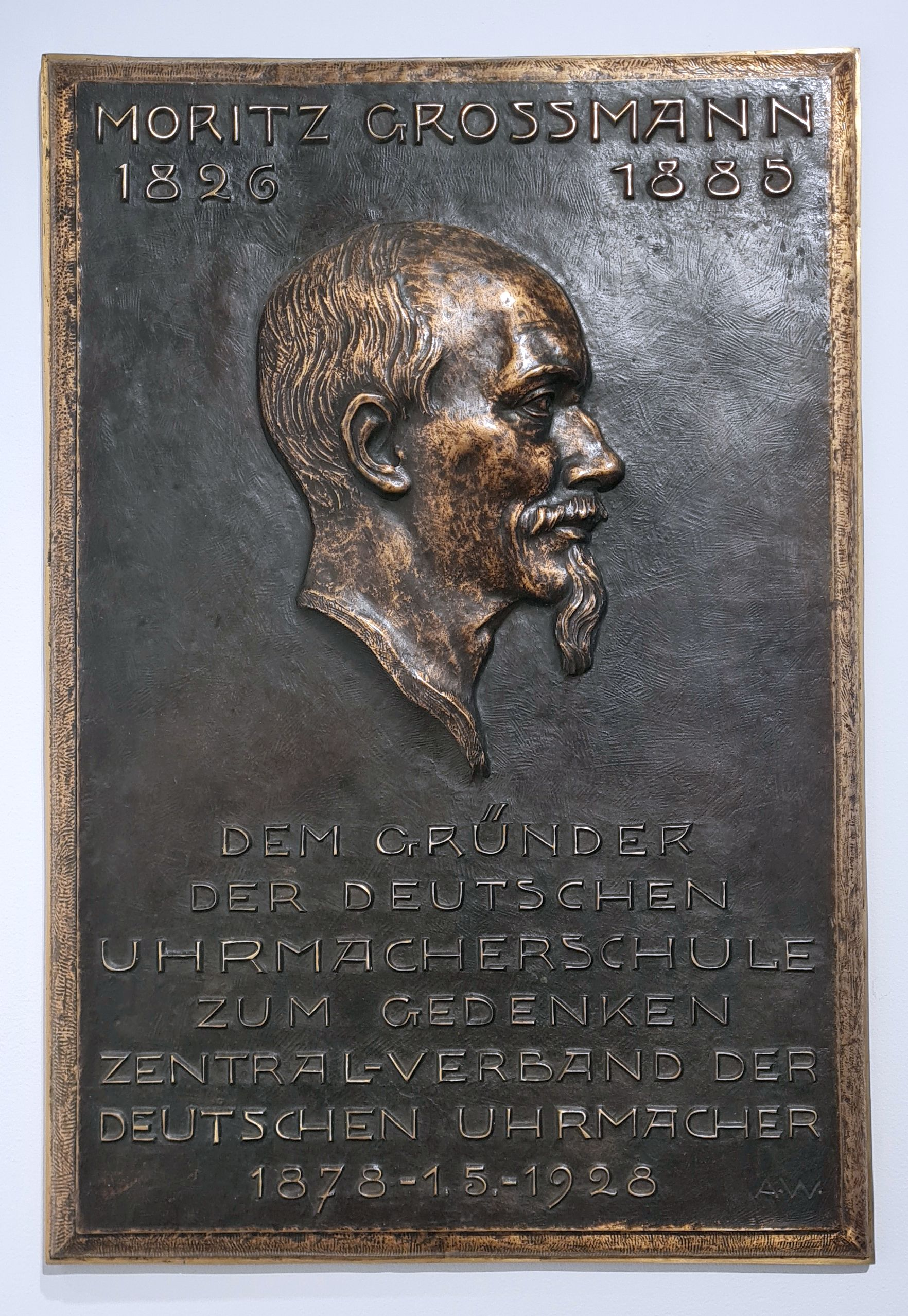
Tafel zu Ehren Grossmanns als Gründer der Deutschen Uhrmacherschule Glashütte

Großmann, der neben seiner praktischen Tätigkeit auch als Fachschriftsteller hohe Anerkennung erfuhr, erkannte die dringende Notwendigkeit, eine Bildungsstätte zur Ausbildung von jungen Uhrmachern zu gründen.
Auf der Tagung der deutschen Uhrmacher, die auf Einladung des Vereins Berliner Uhrmacher vom 5. bis 7. September 1876 in Harzburg stattfand, wurde auf seine Anregung hin in Punkt vier der Tagesordnung die Frage formuliert: „Würde die Gründung einer Deutschen Uhrmacherschule bzw. Fortbildungsanstalt in Glashütte machbar sein?“ Auf dem Verbandstag Deutscher Uhrmacher vom 9. September bis 11. September 1877 wurde die Gründung beschlossen. Daraufhin unternahm Großmann mit staatlicher Unterstützung Reisen zu Schweizer und französischen Schulen. Unter Großmanns Leitung bildete sich am 12. Oktober 1877 in Glashütte ein Ortsausschuss zur Einrichtung und Vorbereitung der Schule.
Am 1. Mai 1878 eröffnete Karl Moritz Großmann im Namen des Zentralverbandes der Deutschen Uhrmacher die Deutsche Uhrmacherschule Glashütte (DUS).
Karl Moritz Großmann verstarb am 23. Januar 1885 in Leipzig nach einem Vortrag über die Einführung der Weltzeit.

### Veröffentlichungen
Im Jahre 1866 gab er sein erstes Werk Der freie Ankergang für Uhren. Praktische und theoretische Abhandlung heraus, das in London vom British Horological Institute preisgekrönt wurde und seinen Namen in der Fachwelt bekannt machte.
1869 überreichte er der Handelskammer in Genf als Beitrag zu einem Preisausschreiben eine Studie unter dem Titel Ueber die Konstruktion einer einfachen, aber mechanisch vollkommenen Uhr. Er beschreibt darin die Glashütter Uhr, wie sie Lange aufgrund seiner früher erwähnten zahlreichen Verbesserungen herstellte und wie sie dann für die Glashütter Fabrikation typisch wurde.

## Sonstiges
Großmann benutzte für seinen Namen häufig selbst die Schreibweise Grossmann. Ähnlich wie bei seinem Kollegen Julius Aßmann war die Schreibweise mit Doppel-S vermutlich dem wichtigen Export-Geschäft insbesondere in die USA geschuldet.
Im Jahr 2008 ließ sich die Uhrmacherin Christine Hutter Markenrechte  auf den Namen Moritz Grossmann registrieren und gründete in Glashütte die Grossmann Uhren GmbH. Diese Manufaktur fertigt mit etwa 40 Mitarbeitern Armbanduhren im gehobenen Preissegment; es gibt jedoch abgesehen vom Namen keinen Bezug zur Person Karl Moritz Großmann.